# شهرستان هیلزدیل (میشیگان)
شهرستان هیلزدیل، میشیگان (به انگلیسی: Hillsdale County, Michigan) یک سکونتگاه مسکونی در ایالات متحده آمریکا است که در میشیگان واقع شده‌است.